# Helmut Schnelle

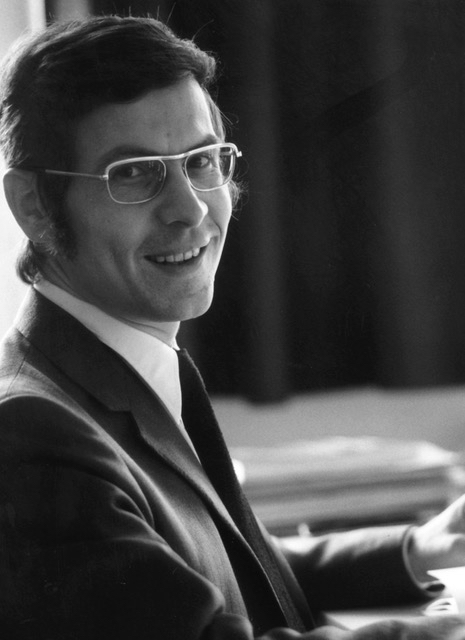
Helmut Otto Schnelle

Helmut Otto Schnelle (* 28. Februar 1932 in Köln; † 22. April 2015 in Berlin) war ein deutscher Linguist.
Er war von 1968 bis 1976 Professor für Linguistik an der Technischen Universität Berlin und von 1976 bis 1997 Professor für Allgemeine Sprachwissenschaft an der Ruhr-Universität Bochum.

## Leben
Helmut Schnelle wurde am 28. Februar 1932 in Köln geboren. Er machte sein Abitur auf der Graf Engelbert Schule in Bochum und studierte dann zunächst Physik in München und Paris mit Diplom-Abschluss 1957. Darauf aufbauend forschte er im Bereich der Kybernetik und Kommunikation.
Die Konzentration auf formale Zeichensysteme und ihre Rolle in umfassenden Analysen von Leibniz führte 1961 zur Promotion in Philosophie. In den darauf folgenden Jahren entwarf Helmut Schnelle Alternativen zur Formalen Logik und Linguistik gegründet auf dynamische Netzwerke vom Typus der Nerven-netze bzw. Automata, im Sinne von John von Neumann. In den Jahren 1962–1967 erfolgten mehrere Studienaufenthalte in Zentren der Computerlinguistik in den USA und 1966 wurde Schnelle zum Mitglied des International Committee on Computational Linguistics ernannt.
Am 1968 neu eingerichteten Lehrstuhl für Linguistik an der TU in Berlin entwickelte Helmut Schnelle neue Methoden und Theorien zur algebraischen Interpretation von Semantik, Grammatik und Pragmatik. Schnelle sammelte an seinem Lehrstuhl eine Reihe interessierter Studenten und Forscher um sich und diskutierte mit ihnen über Generative Grammatik und den Strukturalismus der Prager Schule mit besonderem Schwerpunkt auf der Entwicklung der theoretischen Grundlagen einer dynamischen Sprachwissenschaft.
Helmut Schnelle wurde 1968 als erster Deutscher der Nachkriegszeit zu einer Lehrtätigkeit an die Hebrew University in Jerusalem eingeladen, die der Professor für Philosophie, Mathematik und Linguistik Jehuschua Bar-Hillel initiiert hatte. In ständigem Kontakt mit Bar-Hillel und anderen internationalen Wissenschaftlern, die nach Berlin eingeladen wurden, intensivierte sich der Austausch der Gedanken zur maschinellen Sprachübersetzung. 1974 erfolgte eine Gastprofessur am Massachusetts Institute of Technology.
Auch an der Ruhr-Universität-Bochum, wo Schnelle von 1976 bis 1997 als Professor für Allgemeine Sprachwissenschaften lehrte, unterhielt Schnelle internationale Kontakte mit Petr Sgall von der Prager Schule, dem MIT und John Searle in Kalifornien, Maurice Gross in Paris, Giacomo Rizzolatti in Parma und anderen. In Anknüpfung an die neueren Erkenntnisse der Gehirnforschung konzentrierte sich Helmut Schnelle ab 1978 auf die Verbindung und Funktionsweise von Sprache und Gehirn, unter anderem auch als Leiter von interdisziplinären Forschungsgruppen der Europäischen Kommission. In Bochum war Schnelle Mitglied des Forschungszentrums für kognitive und neuronale Netzwerke (Kognet). Von 1986 bis 1993 fungierte Schnelle als Gutachter im Forschungsprojekt LILOG der deutschen Sektion der Firma IBM sowie auch Chairman der Ad-hoc Kommission des Europarates zur Entwicklung der „Sprach-Industrie“ und ihrer organisatorischen und technischen Grundlagen. 1989 erfolgte die Berufung zum Mitglied der Academia Europaea (London).
Schnelle emeritierte 1997.
Helmut Schnelles Interessen waren vielseitig; sie reichten von der Philosophie und darstellenden Kunst, Musik und Literatur über Jiddisch bis zur Kabbala. So beteiligte er sich von 1990 bis 2000 an einer Kooperation mit der Columbia University, New York, und der Hebräischen Universität in Jerusalem bei der Analyse osteuropäischer und westeuropäischer Formen des Jiddischen.
Helmut Schnelle war mit Marlene Schnelle-Schneyder verheiratet. Die Fotografin hatte zusammen mit Ingeborg Kracht, spätere Ehefrau des Designers Dieter Rams, den sachlichen Stil der Interior- und Produktfotografie wesentlich mitgeprägt. Sie reiste mit ihrem Mann nach Israel und hielt später Vorträge zur Geschichte und Gründung Israels. Als ihr Ehemann an der Ruhr-Universität lehrte, studierte sie Kunstwissenschaft, Publizistik, Philosophie und Anglistik an der FU Berlin und der Ruhr-Universität-Bochum. Sie hatte auch Lehraufträge an der FH Düsseldorf, der FH Dortmund und später von 1990 bis 1997 einen Lehrauftrag am Institut für Film und Fernsehen der Ruhr-Universität-Bochum. Sie schrieb unter anderem über Fotografie und Wahrnehmung.
Das Ehepaar hatte zwei Kinder, Andreas und Daniele.
Helmut Schnelle verstarb 2015 in Berlin.

## Veröffentlichungen

### Über Physik
- Schnelle, H. (1958). Erfahrungen mit der Folienmethode zur Messung radioaktiver Niederschläge. S. 209–212 in: Riezler, W. (Hrsg.), Wissenschaftliche Fragen des zivilen Bevölkerungsschutzes. Koblenz: Verlag Gasschutz und Luftschutz, Franz Ebeling.
- Schnelle, H. (1960). Bericht über die Tagung des Ausschusses für Funkortung. Elektronische Rundschau 4: 145-146.
- Schnelle, H. (1960). Informationstheoretische Betrachtungen zu physiologisch-psychologisch optimaler Verarbeitung von Ortungsdaten. S. 75–83 in L. Brandt (Hrsg.), Diskussion einiger Beziehungen der Schall- und Ultraschallortung zur Psychologie und Medizin. Düsseldorf: Ausschuß für Funkortung.
- Schnelle, H. (1961). Erzeugung beliebiger Funktionen zweier Variabler und ihrer Mittelwerte. Elektronische Rundschau 5: 577-579.

### Zu Leibniz
- Schnelle, H. (1962). Zeichensysteme zur wissenschaftlichen Darstellung (Kap. I). Ein Beitrag zur Entfaltung de Ars Characteristica im Sinne von G. W. Leibniz. Stuttgart-Bad Cannstatt: Frommann-Verlag
- Schnelle, H. (1991). Die Natur der Sprache. (Leibniz Studien in Part III, § 10) Berlin: de Gruyter
- Schnelle, H. (1991). From Leibniz to Artificial Intelligence. Pp. 61-75 in L. Albertazzi and R. Poli (eds.), Topics in Philosophy and Artificial Intelligence (Papers from the International Summer Schools in Bozen 1989–1990). Bozen Instituto Mitteleuropeo di Cultur
- Schnelle, H. (1994). Die Substanz und ich: (i.  e. The Substance and the self; some analytic considerations) S. 705–712 in: H. Breger (Hrsg.). Leibniz und Europa. - International Leibniz-Congreß, Hannover: G. W. Leibniz Gesellschaft
- Schnelle, H. (2002). Representation, Language, and Symbolic Reasoning. Pp. 513-530 in: Michael B. Wrigley (ed.) Dialogue, Language, Rationality, Printed: Manuscrito, Vol XXV, Campinas(Bresil) Revista International de Filosofia.
- Schnelle, H. (2004). Time in language language in time -. A Leibnizian Perspective. Pp. 581-588 in: Eric Laporte, Christian Leclère, Mireille Piot, Max Silbersztein (eds.) Syntax, Lexis and Lexicon-Grammar – Linguisticae Investigationes Supplementa 24. Amsterdam/Philadelphia: John Benjamins Publishing Company.

### Zu Zeichensystemen (figure Schemata)
- Schnelle, H. (1962). Zeichensysteme zur wissenschaftlichen Darstellung – Kap. 2 und 3. Stuttgart-Bad Cannstatt: Frommann-Verlag.

### Linguistik
- Schnelle, H. (1965). Models of language learning. Kybernetika, Prag1, 4:365-372.
- Schnelle, H. (1971). Language Communication with children – Toward a Theory of Language Use. In: Bar-Hillel,Y. (ed.), Pragmatics of Natural Languages, pp. 173-193. Dordrecht/Holland: Reidel. Publ. Comp
- Schnelle, H. (1973). SEM – A Dialogue-Computer for the Acquistion of Certain Semantical Relations. In: Zampolli, A. (ed.), Linguistica Matematica eCalcolatoria. Firenze: Leo S. Olschki.
- Schnelle, H. (1976). Basic Aspects of the Theory of Grammatical Form. Pp. 377-404 in: Kasher, A. (ed.), Language in Focus. Dordrecht/Holland: Reidel.
- Schnelle, H. (1976). Circumstances and Circumstantial Expressions. Pp. 217-244 in: Groenendijk, J., Stockhoff, M. (eds.), Amsterdam Papers in FormalGrammar Bd. I. Amsterdam: Centrale Interfaculteit, Universiteit van Amsterdam
- Schnelle, H. (1979). Circumstance Sentences. S. 93–115 in Margalit, A. (ed.), Meaning and Use. Dordrecht/Holland: Reidel.
- Schnelle, H. (1978). Poetische Sprache und poetischer Zustand bei Paul Valéry. (i.  e. poetic language and poetic states in texts of P. Valéry) S. 247–267 in:Schmidt-Radefeldt, J. (Hrsg.), Paul Valéry. Darmstadt: Wissenschaftliche Buchgesellschaft.
- Schnelle, H. (1979). Paul Valéry: Philosophie des Geistes, der Sprache und der Dichtung. In: Poetica 11: 1-37.
- Schnelle, H. (1979). Paul Valéry, le solipsisme méthodique et la communication. In: A. Blüher, J. Schmidt-Radefeldt (eds.), Paul Valéry: Poétique etCommunication, Cahiers du XXe siècle, no. II. Paris: Klincksieck.
- Schnelle, H. (1981). Semantics and pragmatics in psycho-physiological context. Pp. 211-220, in: Klein, W., Levelt, W. (eds.), Crossing the Boundaries in Linguistics. Dordrecht: Reidel Publishing Company.
- Schnelle, H. (1979). Circumstance Sentences. S. 93–115 (i. d. Situations Sätze) in Margalit, A. (ed.), Meaning and Use. Dordrecht/Holland: Reidel
- Schnelle, H. (1991). Natur der Sprache Kap 1und 2 Berlin: W. de Gruyter
- Schnelle, H. (1995). The Logic of Cobuild-Type Dictionary-Semantics. Pp. 295-312 in: Chialamp, M. T., Elam, K. & Barisone, E. (eds.), Textus VIII: Tilgher-Genova.
- Schnelle, H. (1997). Linguistic Structure, Brain Topography, and Cerebral Processes Acta Linguistica Hafniensia 29: 271-303 The Roman JakobsonCentennial Symposium: Copenhagen:Reitzel
- Schnelle, H. (1998). Rezension von St. Pinker: Der Sprachinstinkt – Wie der Geist die Sprache bildet. In Spektrum der Wissenschaften April 1998, S. 122–124
- Schnelle, H. (1999). Mental Computation – A critical analysis of some proposals by M. Bierwisch. in Theoretical Linguistics 25: 257-282

### Lexikologie
- Schnelle, H. (1997). Logische Semantik eines Wörterbuchs vom Cobuild-Type.(i.  e. logical semantics of a Cobuild type dictionary), S. 139–153 in: K.P. Konerding, A. Lehr (Hrsg.). Linguistische Theorie und lexikographische Praxis. Tübingen: Niemeyer
- Schnelle, H. (1997). On a semantic classification of the Yiddish lexicon. In: Proceedings of the Twelfth World Congress of Jewish Studies : Jerusalem

### Sprachphilosophie und Linguistik
- Schnelle, H. (1970). Besprechung der 2. Auflage von R. Carnap, Logische Syntax der Sprache. In: Linguistik und Informationsverarbeitung 18:66-73
- Schnelle, H. (1973). Sprachphilosophie und Linguistik. Prinzipien der Sprachanalyse a priori und a posteriori. Reinbek bei Hamburg: Rowohlt Taschenbuch Verlag (rororo studium 30).
- Schnelle, H. (1980). Wittgenstein on time and tense and the linguistic turn. Pp. 525-538 in: Proceedings of the IVth International Wittgenstein Symposium. Wien: Hölder – Pichler – Tempski.
- Schnelle, H. (1981). Introspection and the description of language use. Pp. 105-126 in: Coulmas, F. (ed.), A Festschrift for native Speaker. The Hague: Mouton.
- Schnelle, H. (1981). Phenomenological Analysis of Language and its Application to Time and Tense. Pp. 631-655 in: Parret, H., Sbisà, M., Verschueren, J. (eds.), Possibilities and Limitations of Pragmatics. Amsterdam: John Benjamins.
- Schnelle, H. (1981). Semantics and pragmatics in psycho- physiological context. Pp. 211-220 in: Klein, W., Levelt, W. (eds.), Crossing the Boundaries in Linguistics. Dordrecht: Reidel Publishing Company.
- Schnelle, H. (1992). Der Ausdruck der Zeitlichkeit in den Sprachen. S. 131–154 in: E. Rudolph und H. Wismann (Hrsg.). Sagen, was die Zeit ist – Analysen zur Zeitlichkeit der Sprachen. Stuttgart: Metzler. VI Sentence specified Lexicology and computational bases.
- Schnelle, H. (1997). Logische Semantik eines Wörterbuchs vom Cobuild-Type. (i.  e. logical semantics of a Cobuild type dictionary), S. 139–153 in: K.P. Konerding, A. Lehr (Hrsg.). Linguistische Theorie und lexikographische Praxis. Tübingen: Niemeyer
- Schnelle, H. (1997). On a semantic classification of the Yiddish lexicon. In: Proceedings of the Twelfth World Congress of Jewish Studies: Jerusalem

### Logik und mathematische Analyse als Basis für Sprachstruktur
- Schnelle, H. (1964). Programmieren linguistischer Automaten. S. 109–136 in: Steinbuch, K., Wagner, S.W. (Hrsg.), Neuere Ergebnisse der Kybernetik. München: Oldenbourg-Verlag – Montague Montague, R., Schnelle, H. (1972). Universale Grammatik. Braunschweig: Vieweg.
- Schnelle, H., Job, D.M. (1983). Elements of theoretical net-linguistics Part 2: Phonological nets: In: Theoretical Linguistics 10: 179-203.
- Schnelle, H., Rothacker, E. (1984). Elements of theoretical net-linguistics, Part 3: Principles and fundamentals of dynamic nets for language processing. In: Theoretical Linguistics 11: 87-116.
- Schnelle, H. (1984). Concurrent parsing in programmable array (PLA-)nets – Problems and proposals. Pp. 150-153 In: Proceedings of the International Conference on Computational Linguistics (Coling) (Stanford).
- Schnelle, H. (1987). Turing naturalized – Von Neumann`s unfinished project. Pp. 539-559 in: Herken, R. (ed.), The Universal Turing Machine – A Half-Century Survey. Hamburg: Kammerer und Unverzagt and also: Oxford: Oxford University Press.
- Schnelle, H. (2004). A Note on enjoying strawberries with cream, making mistakes, and other idiotic features, p. 353-358 in: Christof Teuscher (ed.) Alain Turing: Life and Legacy of a Great Thinker. Berlin/Heidelberg: Springer Verlag.
- Schnelle, H. (1988). Ansätze zur prozessualen Linguistik. ( i.  e. initial proposals for procedural linguistics) S. 137–190 in: Schnelle, H., Rickheit, G. (Hrsg.), Sprache in Mensch und Computer, 137-190. Opladen: Westdeutscher Verlag.
- Schnelle, H. (1989). Linguistic Research in the Context of Cognitive Science and Artificial Intelligence. pp. 1-36 in: Schnelle, H., Berendsen, N.O. (Eds)Logic and Linguistics. Hillsdale, N.J.: Lawrence Erlbaum Associates
- Schnelle, H. (1989). The Challenge of Concrete Linguistic Research: Connectionism, Massively Parallel distributed Processing, Net-Linguistics pp. 143-170 in: Schnelle, H., Berendsen, N.O. (Eds): Logic and Linguistics. Hillsdale, N.J.: Lawrence ErlbaumAssociates
- Schnelle, H. (1989). The structure preserving translation of symbolic systems into connectionist networks. Pp. 109-119 in: W. Brauer, C. Freksa (Hrsg.), Wissensbasierte Systeme, 3. Internationaler GI-Kongress München,: Heidelberg u. a.: Springer-Verlag.
- Schnelle, H. (1990). Connectionism for Cognitive Linguistics. pp. 213–216 in: G. Dorffner (Hrsg.), Konnektionismus in Artificial Intelligence und Kognitionsforschung, 6. Österreichische Artificial Intelligence Tagung (KONNAI) Salzburg, Österreich. Heidelberg u. a.: Springer-Verlag.
- Wilkens, R., Schnelle, H. (1990). A Connectionist Parser for Context-free Phrase Structure Grammars. S. 38–47 in: G. Dorffner (Hrsg.), Konnektionismusin Artificial Intelligence und Kognitionsforschung, 6. Österreichische Artificial Intelligence-Tagung (KONNAI) Salzburg, Österreich. Heidelberg u. a.:Springer-Verlag.
- Schnelle, H., Doust, R. (1992). A Net-Linguistic „Earley“-Parser. Pp. 169-205 in: R. Reilly, N.E. Sharkey. (eds.) Connectionist Approaches to Languages, Vol. 1, Hove, UK.: Lawrence Erlbaum Associates

### Kognitive Linguistik, Syntax und Semantik
- Schnelle, H. (1973). Problems of Theoretical Linguistics. Pp. 805-831 in: Suppes, P. et al. (eds.), Logic, Methodology, and Philosophy of Science IV. Amsterdam: North Holland Publ. Comp.
- Heny, F. and Schnelle, H. (eds.) (1979). Syntax and Semantics (Bd. 10). New York: Academic Press.
- Schnelle, H., Berndsen, N.O. (Ed.) (1988). Cognitive Science. A European Perspective, Vol. 2: Logic and Linguistics. Hillsdale, N.J.: Lawrence Erlbaum Associates.

### Computational Linguistics
- Schnelle, H. (1964). Programmieren linguistischer Automaten. (i.  e. Programming of linguistic automata) S. 109–136 in: Steinbuch, K., Wagner, S.W. (Hrsg.), Neuere Ergebnisse der Kybernetik. München: Oldenbourg-Verlag.
- Schnelle, H. (1965). Models of language learning. (i. d. Modelle des Sprachlernens) pp. 365-372. Prag: Kybernetika.
- Schnelle, H. (1970). Linguistics and automata theory. pp. 325-340 in: Linguaggi nella società e nella tecnica. Milano: Edizioni di Communità.
- Schnelle, H. (1994). Semantics in the brain`s lexicon – Some preliminary remarks on its epistemology. Pp. 345-356 in: A. Zampolli, N. Calzolari, M. Palmer (Eds.), Current Issues in Computational Linguistics In honor of Don Walker: Dordrecht: Kluwer

### Sprache und Gehirn
- Schnelle, H. (Hrsg.) (1981). Sprache und Gehirn – Roman Jakobson zu Ehren. (i.d. Language and brain – in honor of R. Jakobson). Frankfurt/M.: Suhrkamp Verlag.
- Schnelle, H. (1984). Linguistics and bio-engineering. Theoretical Linguistics 11: 1-4.
- Schnelle, H. (1996). A biological basis for functionalism – Reflections on Givón's Functionalism and Grammar. Theoretical Linguistics 22:125-154
- Schnelle, H. (1991). Sprachliche und nicht-sprachliche Repräsentation im Organismus, Section 4.3 pp. 172-195 andalso sect 5.1.6 and 5.3.1 pp. 211-234, in: Die Natur der Sprache, Berlin: de Gruyter Schnelle, H., (1997). Approaches to the mental brain – Theory Bioscience 116:221-228
- Schnelle, H. (2003). Grammar and Brain – Commentary on Ray Jackendoff’s Foundations of Language. In: Behaviour and Brain Studies 26,6: p.689
- Schnelle, H. (2004). Ziele einer neuen Linguistik in: Müller/Rickheit (eds.) Neurocognition der Sprache Tübingen: Staufenberg Verlag Natur der Sprache Section 5.1.6 and 5.3.1
- Schnelle, H. (2008). Fuster’s Cherries and Linguistic Trees, European Review Vol. 16, No. 4
- Schnelle, H. (2010). Language in the Brain, Cambridge: Cambridge University Press

## Mitgliedschaften und Auszeichnungen
- 1966 Member of the International Committee on Computational Linguistics (ICCL)[6]
- 1980–1990 Mitglied des Beirats des Max-Planck-Instituts für Psycholinguistik und Fachgutachter im Bewilligungsausschuß der Deutschen Forschungsgemeinschaft sowie Betreuer der weltweit eingeladenen Humboldt-Stipendiaten
- 1987 Member of the European Communities’ collaborative network of Forecast and Assessment in Science and Technology, chairman der Ad-Hoc Kommission „on language industry“
- 1989 Member of Academia Europaea (London)[2]
- 2000 Commemorative Medal in acknowledgement of outstanding achievements in the field of computational and theoretical linguistics and philosophy of language of the Faculty of Mathematics and Physics of the Charles University, Prague
- 2000 Doctor honoris causa, University of Bielefeld[7]